# Abzuya
Abzuya fue una ciudad siria de finales de la Edad del Bronce situada en el reino de Qadesh a orillas del Orontes.
A finales de la guerra siria de Suppiluliuma I (c. 1340 a. C.), sirvió de refugio a Shutatarra, rey de Qadesh, y a su hijo Aitakkama tras su derrota en batalla frente al rey hitita. Suppiluliuma sitió y tomó la ciudad y deportó a Shutatarra a Hatti junto a sus familiares y posesiones.